# Changsha IFS
El complejo de Changsha IFS está compuesto por dos rascacielos de más de 300 m de altura, que están construidos en la ciudad de Changsha, China. La Torre 1 o Torre T1 (formalmente) tiene una altura de 452 m y la Torre 2 o Torre T2 tiene una altura de 308 m, con un número total de 94 y 63 plantas respectivamente, dedicadas a oficinas y a hoteles.
Su construcción comenzó en enero de 2013 y se completo en 2018. Cuando finalizó la construcción de la Torre 1 se convirtió en el rascacielos más alto de Changsha, y de momento no hay ningún rascacielos en construcción o propuesto que supere la altura de la Torre 1.